# 밀률
밀률(密率)은 조충지에 의해 제시된 원주율의 근삿값으로 355/113이다. 소수 6째자리까지 정확하다. 밀률보다 더 정확한 분수 근삿값을 쓰려면 밀률보다 분모가 아주 커지는데, 이는 원주율의 연분수 표기에서 큰 값을 빼고 그 전까지의 값을 취한 값이기 때문으로 이해할 수 있다.

## 같이 보기
- 연분수